# Vadencourt, Aisne

Vadencourt este o comună în departamentul Aisne din nordul Franței. În 1 ianuarie 2022 avea o populație de 511 de locuitori.